# Bảo tàng Quốc gia Lào

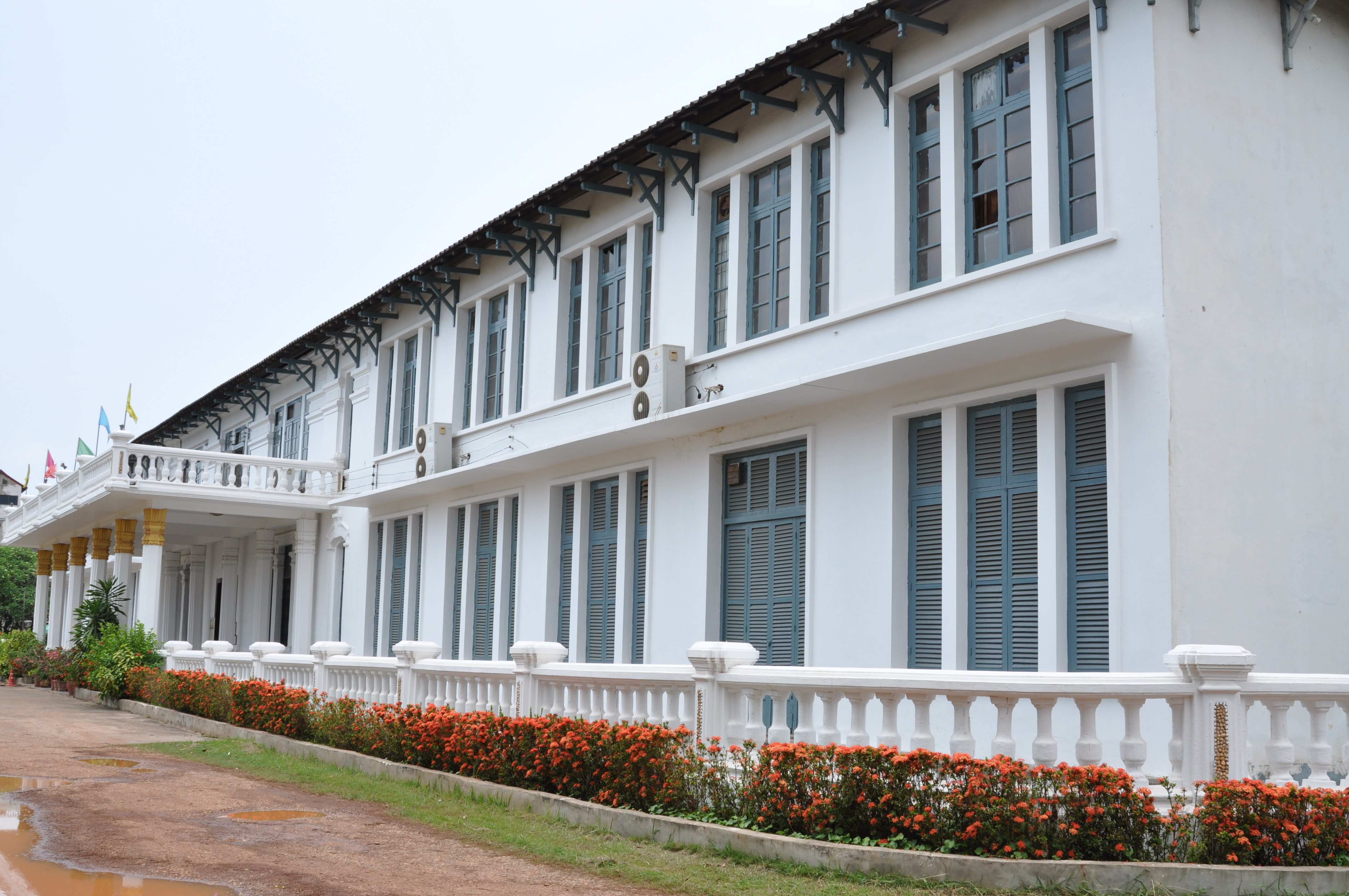
Ảnh chụp Bảo tàng Quốc gia Lào

Bảo tàng Quốc gia Lào tọa lạc ở thủ đô Viêng Chăn của Lào. Công trình này được thành lập trong vai trò là bảo tàng quốc gia nêu bật cuộc cách mạng trong thập niên 1970 và thuộc khuôn viên một tòa nhà thời Pháp thuộc. Năm 2007, nước Mỹ đã tặng một khoản tài trợ nhằm trợ giúp việc phát triển bảo tàng này. Bảo tàng, ban đầu được xây dựng vào năm 1925 đóng vai trò là dinh thự của Thống đốc Pháp, giới thiệu lịch sử nước Lào, nêu bật cuộc đấu tranh của nhân dân Lào giúp giải phóng đất nước thoát khỏi những kẻ xâm lược nước ngoài và các thế lực đế quốc. Nó nằm trên đường Samsenthai, đối diện với Hội trường Văn hóa.